# Мено (Оклахома)
Мено (енгл. Meno) град је у америчкој савезној држави Оклахома.

## Демографија
По попису из 2010. године број становника је 235, што је 40 (20,5%) становника више него 2000. године.
| Група             | 2000.       | 2010.       |
| Белци             | 180 (92,3%) | 177 (75,3%) |
| Афроамериканци    | 0 (0,0%)    | 1 (0,4%)    |
| Азијати           | 0 (0,0%)    | 0 (0,0%)    |
| Хиспаноамериканци | 7 (3,6%)    | 52 (22,1%)  |
| Укупно            | 195         | 235         |